# Porozumienie w Lancaster House
Porozumienie w Lancaster House w Londynie położyło kres rządom potomków białych kolonizatorów w Rodezji (obecnie Zimbabwe). Pakt podpisano po zakończeniu negocjacji pomiędzy reprezentantami Frontu Patriotycznego, składającego się z ZAPU (Afrykańskiej Unii Ludowej Zimbabwe - Zimbabwe African Peoples Union) i ZANU (Afrykańskiej Unii Narodowej Zimbabwe - Zimbabwe African National Union) a delegatami rządu Rodezji: biskupem Abelem Muzorewą oraz Ianem Smithem. Porozumienie podpisano 21 grudnia 1979 roku.
Po konferencji szefów rządów krajów, należących do brytyjskiej Wspólnoty Narodów, która odbyła się w Lusace (Zambia) w dniach 1-7 sierpnia 1979, rząd brytyjski zaprosił Muzorewę oraz przywódców Frontu Patriotycznego na Konferencję Konstytucyjną do posiadłości Lancaster w Londynie. Celem konferencji było uzgodnienie treści Deklaracji Niepodległości Zimbabwe (Independence Constitution). Przedstawiciele rządu brytyjskiego proponowali, by pierwsze wybory w niepodległym Zimbabwe odbyły się pod nadzorem Wielkiej Brytanii, aby Rodezja mogła w sposób w pełni legalny uzyskać niezależność i uczciwie wybrać nowe władze. Obecność brytyjskich obserwatorów zagwarantowałaby również przestrzeganie zasady pluralizmu wyborczego w kraju.
Konferencji przewodniczył Lord Peter Carrington, minister spraw zagranicznych Wielkiej Brytanii. Obrady trwały od 10 września do 15 grudnia 1979 r. i składały się z 47 sesji plenarnych.
W trakcie konferencji osiągnięto porozumienie w  sprawach:
- podsumowania postanowień Deklaracji Niepodległości Zimbabwe
- ustalenia zadań na okres przed proklamacją niepodległości
- zawieszenia broni pomiędzy stronami konfliktu

W wyniku porozumienia strony zobowiązały się:
- zaakceptować zwierzchnictwo nowego rządu
- przestrzegać zapisów Deklaracji Niepodległości
- wywiązać się z zadań zaplanowanych na okres przed proklamacją niepodległości
- przestrzegać warunków zawieszenia broni
- prowadzić kampanię wyborczą w sposób pokojowy i uczciwy
- zrezygnować z wykorzystania siły w celach politycznych
- zaakceptować wyniki wyborów i zlecić podległym oddziałom przybocznych organizacji zbrojnych akceptację wybranej władzy

Na mocy postanowień Deklaracji Niepodległości, 20% miejsc w parlamencie Zimbabwe zarezerwowanych zostało dla białych polityków.
Trwająca trzy miesiące konferencja mogła zakończyć się brakiem kompromisu, ze względu na różnice zdań w kwestii reformy gruntowej. Główną barierą dla Roberta Mugabego w drodze do podpisania traktatu była właśnie kwestia gruntów. Rządy brytyjski i amerykański zaproponowały, że wykupią majątki od chętnych białych osadników, którzy nie akceptowali ugody z czarną większością. Utworzono fundusz przeznaczony na wykup ziemi, z którego korzystano w latach 1980-90. 
Porozumienie podpisali: Lord Carrington, Sir Ian Gilmour, Robert Mugabe, Joshua Nkomo, biskup Abel Muzorewa oraz dr S C Mundawarara,
Brytyjczycy uczestniczyli w zimbabwijskiej konferencji, dotyczącej odbudowy i rozwoju kraju, która odbyła się w roku 1981. Podczas konferencji rząd brytyjski obiecał władzom Zimbabwe pomoc finansową w wysokości ponad 630 milionów funtów. Pierwszy etap reformy gruntowej przeprowadzono w roku 1980, w dużej mierze - dzięki funduszom zgromadzonym w Wielkiej Brytanii. W wyniku reformy osiedlono ok. 70 tys. bezrolnych chłopów na terytorium o powierzchni 20 tys. kilometrów kwadratowych.

## Delegacja brytyjska
- Sir Farhan Miah
- Lord Peter Carington, 6. Baron Carrington, minister spraw zagranicznych Wielkiej Brytanii (przewodniczący konferencji)
- Ian Gilmour, Baron Gilmour of Craigmillar
- Sir Michael Havers, Baron Havers
- Lord Harlech
- Richard Luce
- Sir Michael Palliser
- Sir Antony Duff
- D M Day
- R A C Byatt
- Robin Renwick, Baron Renwick of Clifton
- P R N Fifoot
- Sir Nicholas Fenn, szef Wydziału Informacyjnego Ministerstwa Spraw Zagranicznych Wielkiej Brytanii
- G G H Walden
- C D Powell
- P J Barlow
- R D Wilkinson
- A M Layden
- R M J Lyne
- M J Richardson
- C R L de Chassiron
- A J Phillips
- M C Wood

## Delegacja Frontu Patriotycznego
- Robert Mugabe - przyszły prezydent Zimbabwe
- Joshua Nkomo - przywódca ZAPU
- Josiah Mushore Chinamano - jeden z przywódców ZAPU, polityk umiarkowany, przyszły minister
- Edgar Tekere - przyszły minister, wyrzucony z partii w roku 1988, po tym jak zdradził swoje  plany związane z wprowadzeniem systemu monopartyjnego w Zimbabwe. Protestował przeciwko masakrze ludności cywilnej w prowincji Matabeleland, która miała miejsce po wprowadzeniu przez rząd sankcji wobec dysydentów ukrywających się w tym regionie. Założył własną partię, Ruch na Rzecz Jedności Zimbabwe (Zimbabwe Unity Movement)

- Generał Josiah Tongogara, generał ZANLA, z zewnętrznej organizacji bojowej ZANU
- Ernest R Kadungure, ZAPU, przyszły sekretarz finansów
- Dr H Ushewokunze - pierwszy minister zdrowia, kierownik resortu energetycznego i transportowego, a także resortu spraw politycznych. Porywczy i często wzbudzający kontrowersje, toczył spory z administracją prezydenta Mugabego, wskutek czego wyrzucono go z rządu. Wkrótce powrócił do rządu i został ponownie zdymisjonowany. Zmarł w roku 1995. Pochowano go na cmentarzu narodowym w Zimbabwe. Uważany jest za bohatera narodowego tego kraju.

- Dzingai Mutumbuka - przyszły minister edukacji
- Josiah Tungamirai - przyszły szef lotnictwa, później członek parlamentu; wybrany z okręgu Gutu North
- Edson Zvobgo - prawnik, absolwent Harvardu, późniejszy minister. Kłócił się z prezydentem Mugabem w kwestii wolności prasy

- Dr S Mubako
- W Kamba
- Joseph Msika - jeden z przywódców ZAPU, późniejszy wiceprezydent Zimbabwe
- T George Silundika - Sekretarz ds. Propagandy i Informacji w ZAPU
- A M Chambati
- John Nkomo
- L Baron
- S K Sibanda
- E Mlambo
- C Ndlovu
- E Siziba

## Delegacja rządu Rodezji
- biskup Abel Muzorewa
- S C Mundawarara
- E L Bulle
- F. Zindoga
- D C Mukome
- G B Nyandoro
- wielebny Ndabaningi Sithole
- L Nyemba
- szef K Ndiweni
- premier Ian Smith
- D C Smith
- R Cronje
- C Andersen
- Dr J Kamusikiri
- G Pincus
- L G Smith
- wicemarszałek lotnictwa H Hawkins
- Dr E M F Chitate
- D Zamchiya
- S V Mutambanengwe
- M A Adam
- P Claypole